# Plone
Plone é um sistema de gerenciamento de conteúdo (CMS, de Content Management System) escrito na linguagem Python e que roda sobre um Servidor de Aplicações Zope e sobre o framework CMF (Content Management Framework).
O Plone pode ser usado para a construção de portais de informação em intranets, extranets e na Internet. Pode ser usado também para construir sistemas de publicação de documentos ou até como ferramenta para trabalho colaborativo. O Plone roda em praticamente qualquer plataforma.

## Histórico
O projeto Plone surgiu em 1999, com Alan Runyan, Alexander Limi e Vidar Andersen. Em 2004 surgiu a Fundação Plone, para proteger e promover seu uso. É desenvolvido em código aberto, adotado por milhares de desenvolvedores no mundo todo, inclusive pelo website do FBI.

### Versões
Versões estáveis do Plone:
| Versão | Data       | Tempo de desenvolvimento (dias) |
| ------ | ---------- | ------------------------------- |
| 0.1    | 1999       | -                               |
| 1.0    | 06/02/2003 | 490                             |
| 2.0    | 23/03/2004 | 411                             |
| 2.1    | 06/09/2055 | 532                             |
| 2.5    | 19/09/2006 | 378                             |
| 3.0    | 21/08/2007 | 336                             |
| 3.1    | 02/05/2008 | 255                             |
| 3.2    | 07/02/2009 | 281                             |
| 3.3    | 19/08/2009 | 193                             |
| 4.0    | 01/09/2010 | 378                             |
| 4.1    | 08/08/2011 | 341                             |
| 4.2    | 05/07/2012 | 332                             |
| 4.3    | 24/05/2015 | 282                             |
| 5.0    | 28/09/2016 | 898                             |
| 5.1    | 01/03/2018 | 946                             |
| 5.2    | 19/07/2019 | 444                             |

## Fundação Plone
Em 2004 foi criada a Fundação Plone com a missão de promover e proteger o Plone.
Os objetivos da Fundação Plone são:
- Ser a proprietária da base de código-fonte, direitos de autor, marcas e domínios internet relativos ao Plone e tecnologias associadas.
- Proporcionar uma estrutura de tomada de decisões para as atividades essencias da comunidade.
- Apoiar a comunidade.
- Preparar e gerir ações de marketing relativas ao Plone.

A Fundação possui 100 membros ativos e um conselho diretor composto por 7 diretores eleitos anualmente.